# Operación Alas Rojas
La Operación Alas Rojas (en inglés: Operation Red Wings) fue una misión de contrainsurgencia fallida en la provincia de Kunar, Afganistán, con la participación de cuatro miembros de los SEALs de la Armada de los Estados Unidos, que tuvo lugar el 28 de junio de 2005. 
Tres de los SEALs murieron durante la operación inicial tras ser emboscados por combatientes talibán, al igual que otros dieciséis soldados de Operaciones Especiales de Estados Unidos (SEALs y pilotos Night Stalkers) cuyo helicóptero fue derribado mientras sobrevolaba el terreno dando apoyo aéreo e intentaban rescatar al primer equipo de SEALs.
Marcus Luttrell, el único SEAL superviviente, fue protegido por pobladores locales que enviaron un emisario a la base militar más cercana permitiendo que un equipo de rescate pudiera localizar al SEAL herido.

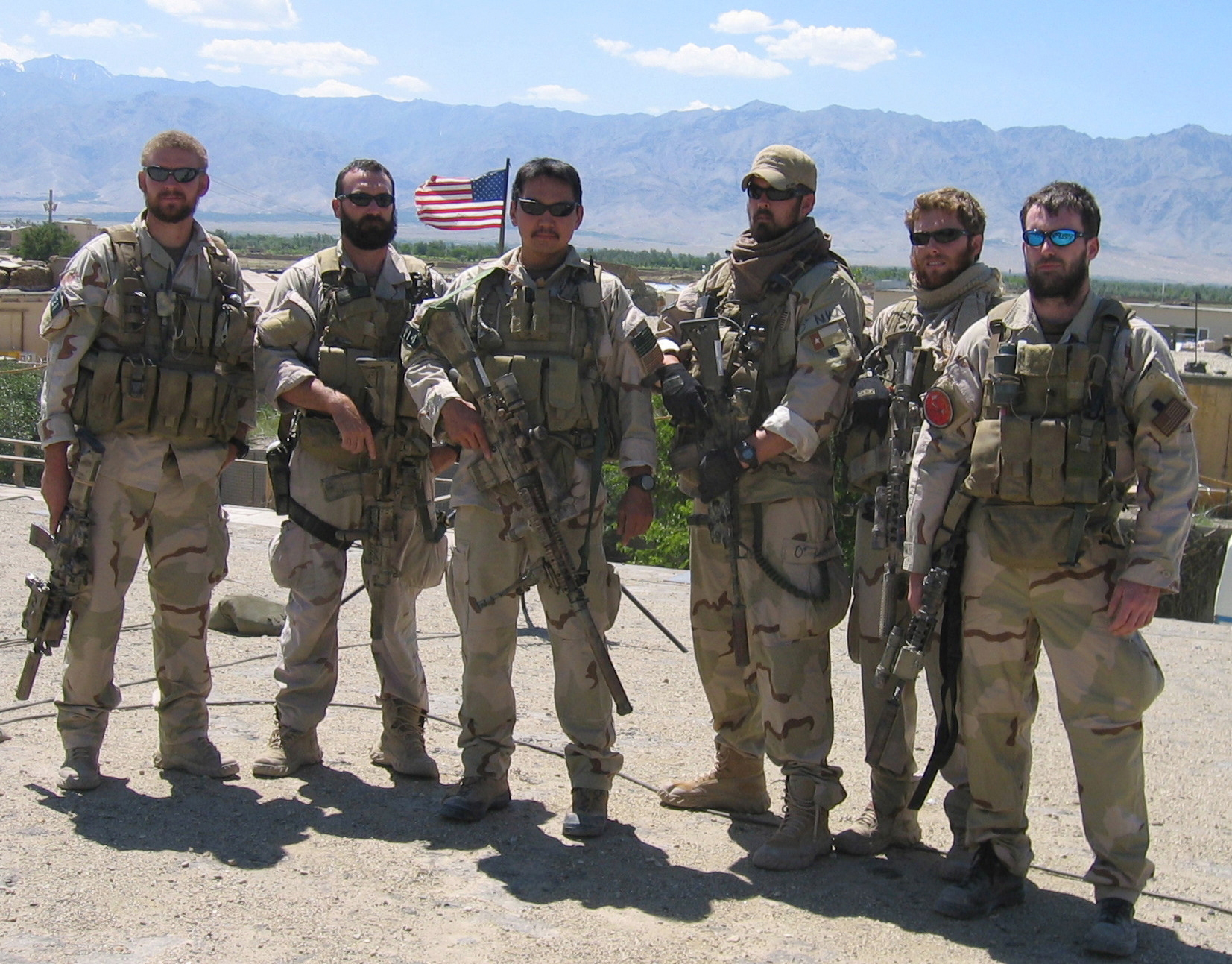
De izq. a der., SEALs Matthew Axelson, Daniel R. Healy, James Suh, Marcus Luttrell, Shane E. Patton, y LT Michael P. Murphy antes de la batalla.

La película Lone Survivor (titulada El único superviviente en España y El sobreviviente en Hispanoamérica) narra, tomando ciertas libertades, la operación Alas rojas.

## Bajas estadounidenses
| Nombre                                      | Edad  | Acción                                                     | Origen                         |
| SEALs                                       | SEALs | SEALs                                                      | SEALs                          |
| ------------------------------------------- | ----- | ---------------------------------------------------------- | ------------------------------ |
| LT Michael P. Murphy                        | 29    | Parte del equipo SEAL de 4 hombres, murió en una emboscada | Patchogue, New York            |
| STG2 Matthew Axelson                        | 29    | Parte del equipo SEAL de 4 hombres, murió en una emboscada | Cupertino, CA                  |
| GM2 Danny Dietz                             | 25    | Parte del equipo SEAL de 4 hombres, murió en una emboscada | Littleton, Colorado            |
| FCC Jacques J. Fontan                       | 36    | Fallecidos a bordo del helicóptero derribado               | New Orleans, Luisiana          |
| Shane Patton                                | 22    | Fallecidos a bordo del helicóptero derribado               | Jacksonville, Florida          |
| ITCS Daniel R. Healy                        | 36    | Fallecidos a bordo del helicóptero derribado               | Exeter, Nuevo Hampshire        |
| LCDR Erik S. Kristensen                     | 33    | Fallecidos a bordo del helicóptero derribado               | San Diego, California          |
| ET1 Jeffery A. Lucas                        | 33    | Fallecidos a bordo del helicóptero derribado               | Corbett, Oregón                |
| LT Michael M. McGreevy, Jr.                 | 30    | Fallecidos a bordo del helicóptero derribado               | Portville, Nueva York          |
| QM2 James E. Suh                            | 28    | Fallecidos a bordo del helicóptero derribado               | Deerfield Beach, Florida       |
| Master Sgt. James W. Ponder III             | 36    | Fallecidos a bordo del helicóptero derribado               | Franklin, Tennessee            |
| Maj. Stephen C. Reich                       | 34    | Fallecidos a bordo del helicóptero derribado               | Washington Depot, Connecticut. |
| Sgt. 1st Class Michael L. Russell           | 31    | Fallecidos a bordo del helicóptero derribado               | Stafford, Virginia             |
| Chief Warrant Officer Chris J. Scherkenbach | 40    | Fallecidos a bordo del helicóptero derribado               | Jacksonville, Florida          |

## Conmemoración

### Honores

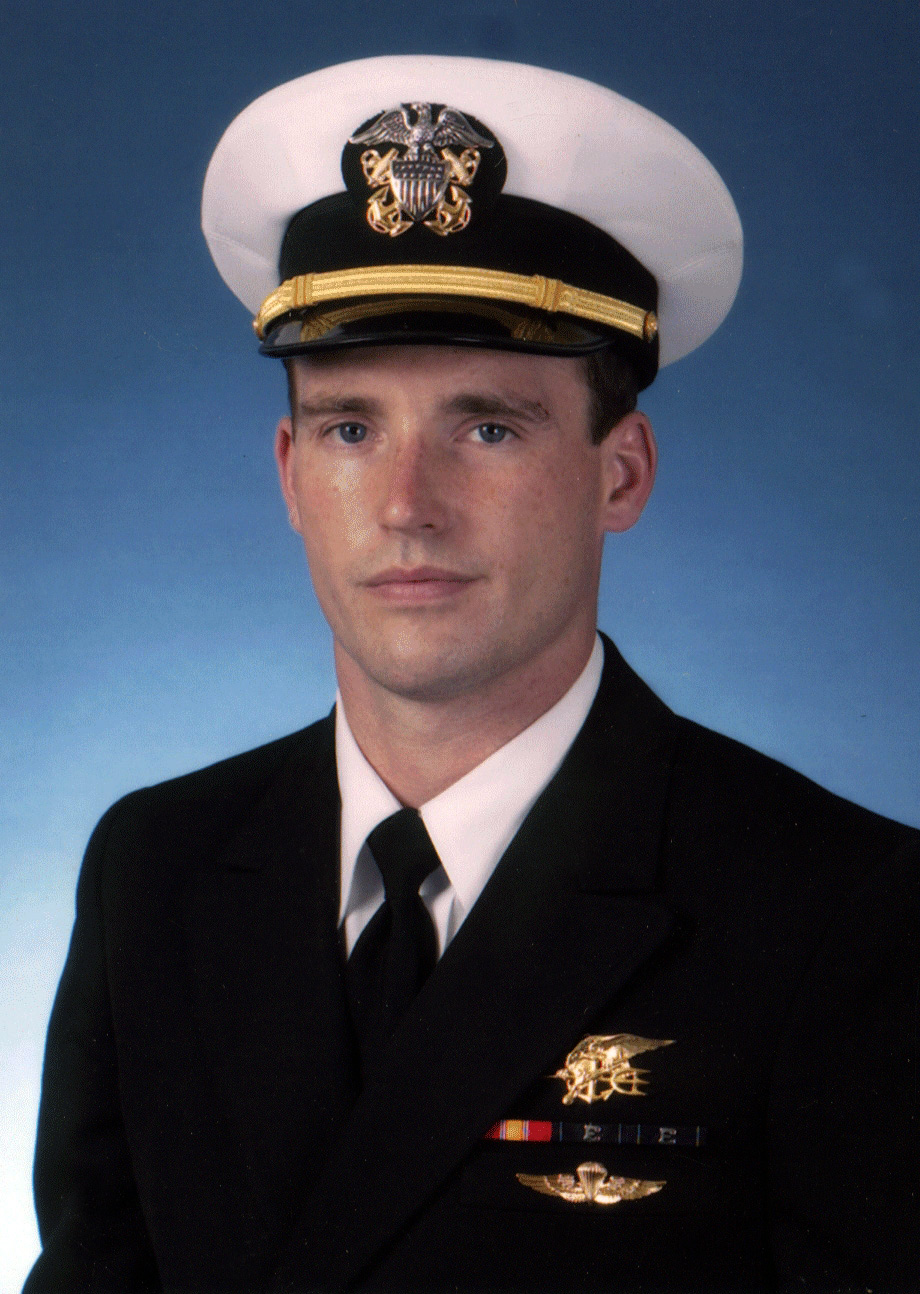
Teniente Michael P. Murphy de la Marina de los Estados Unidos, ganador póstumo de la Medalla de Honor

El 14 de septiembre de 2006, Dietz y Axelson fueron galardonados póstumamente con la Cruz de la Armada por su "valentía impávida" y su heroísmo. Luttrell también fue galardonado con la Cruz de la Marina, en una ceremonia en la Casa Blanca. En 2007, Murphy recibió póstumamente la Medalla de Honor por sus acciones durante la batalla. El 28 de junio de 2008, Luttrell y los familiares de los soldados muertos en el extranjero fueron honrados en un juego de los Padres de San Diego. Además, el equipo de paracaidistas de la Armada de los Estados Unidos, Leap Frogs, trajo la bandera estadounidense, la bandera de POW / MIA y la bandera de los Padres de San Diego. Los asistentes recibieron una ovación de pie por parte de los más de 25.000 presentes para ver el partido.

### Monumentos

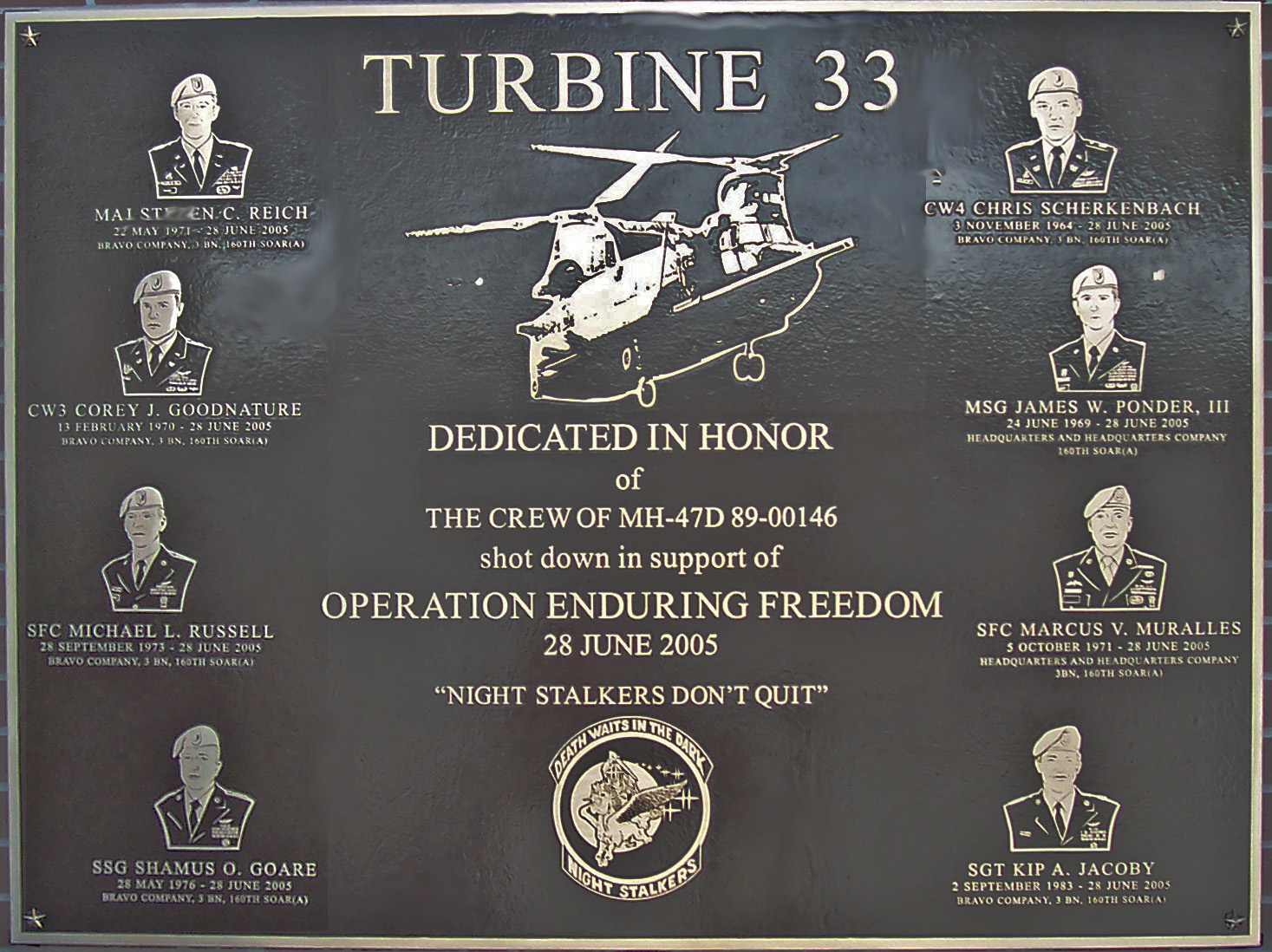
Placa conmemorativa en memoria de los Acechadores Nocturnos del Ejército de los EE. UU. Muertos en la Operación Alas Rojas

W. Stanley Proctor esculpió una obra para el Veteran's Memorial Park en Cupertino, California, llamada The Guardians, que conmemora a los SEALS muertos en la operación. Es uno de los primeros monumentos esculpidos para aquellos que sirvieron en la guerra en Afganistán. Fue dedicado por el Secretario de Marina Donald Winter en noviembre de 2007. La escultura representa a Matthew Axelson y James Suh con equipo de combate completo. Proctor ofreció su opinión al demócrata de Tallahassee de que es "mi mejor trabajo hasta ahora". Debido a su escrupulosa devoción por las representaciones realistas de humanos, Proctor fue la elección personal de la familia de Axelson para el proyecto, y ellos hicieron esa recomendación al comité.